# Giurgiu
Giurgiu es una ciudad rumana del distrito de Giurgiu. Está situada en la orilla del Danubio, en la región histórica de Muntenia, frente a la ciudad búlgara de Ruse. Tiene una población de 73 587 habitantes. 